# Fragata
|  | Aquest article tracta sobre l'embarcació. Si cerqueu l'ocell, vegeu «fregata». |

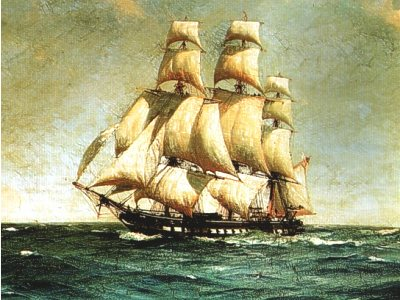
Fragata francesa La Lutine, botada el 1779.

Una fragata és un terme que s'ha referit a diferents menes d'embarcació al llarg de la història. Generalment un vaixell de guerra també es denomina així una mena de veler de tres pals, emprat també com a vaixell de càrrega. La denominació fragata es recuperà a la Segona Guerra Mundial per a denominar una embarcació de guerra lleugera destinada principalment a l'escorta de combois.

## Història
El terme fragata (Italià: fregata; català/castellà/portuguès/sicilià: fragata; neerlandès: fregat; francès: frégate) es va originar a la costa Mediterrània al final del segle xv per referir-se a una galiota lleugera, més ràpida i maniobrable que estava propulsada amb rems i veles i comptava amb un armament lleuger.
Durant la Guerra dels Vuitanta Anys els neerlandesos anomenaren fragata un vaixell lleuger i sense rems que van fer servir en la batalla de les Dunes el 1639. Durant el segle xviii, el terme es referia als vaixells de mida fins al navili de línia, però superiors a la corbeta, amb tres pals a més del bauprès i una coberta de canons, ràpids i molt maniobrables, usats per a patrullar i per a escortar. Durant el segle xix també s'usaren fragates per a comerciar amb Amèrica, ja que eren molt ràpides i marineres.
A mitjan segle xix aparegué la fragata de vapor. A finals del segle xix s'introdueix la fragata blindada, que era una mena de vaixell de guerra, també propulsat per motors de vapor i inicialment recobert de planxes de metall. Posteriorment el buc ja es va fer totalment de metall. Durant un temps fou la mena de vaixell més poderós que navegava.

Les fragates modernes solament es relacionen amb les primeres pel nom i foren reintroduïdes per l'armada britànica durant la Segona Guerra Mundial per a definir un vaixell d'escorta antisubmarí més gran que la corbeta, però més petit que el destructor. En les armades modernes les fragates s'usen per a protegir els altres vaixells de guerra i la marina mercant dels vaixells i submarins enemics.

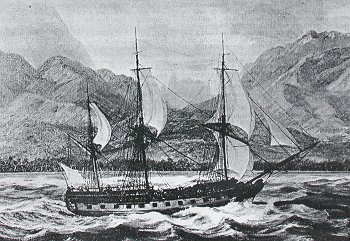
Boudeuse, fragata francesa del segle xviii, capitanejada per Louis Antoine de Bougainville
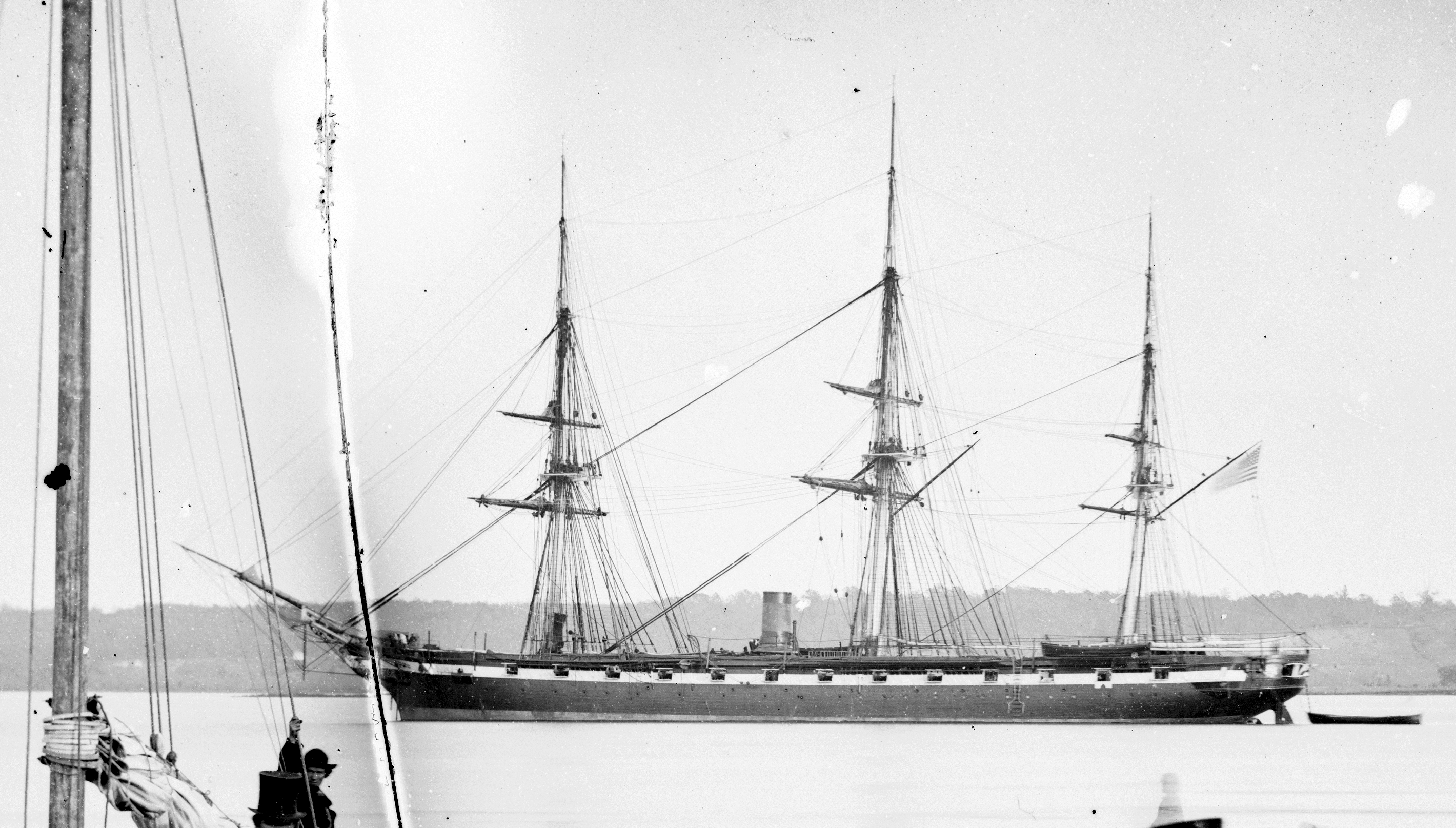
USS Pensacola, fragata de vapor dels Estats Units del 1859.
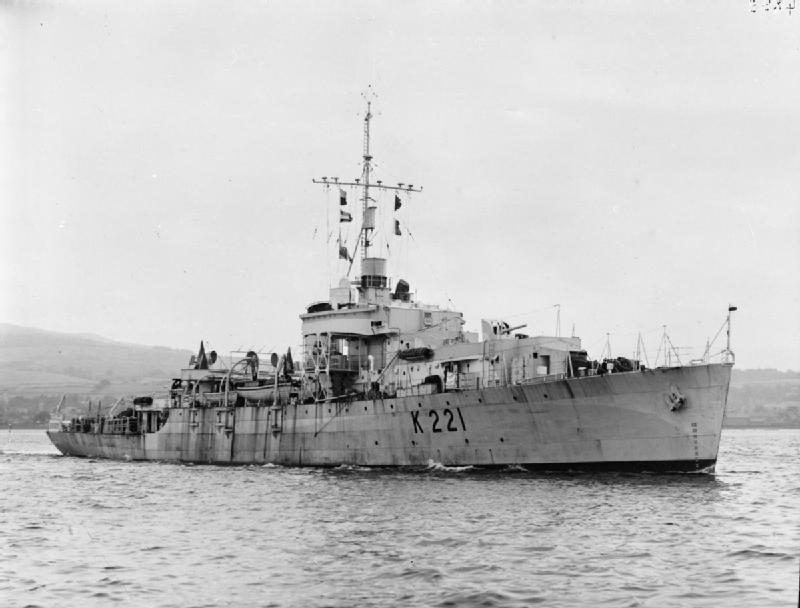
HMS Chelmer, fragata de la classe River, Royal Navy, 1943
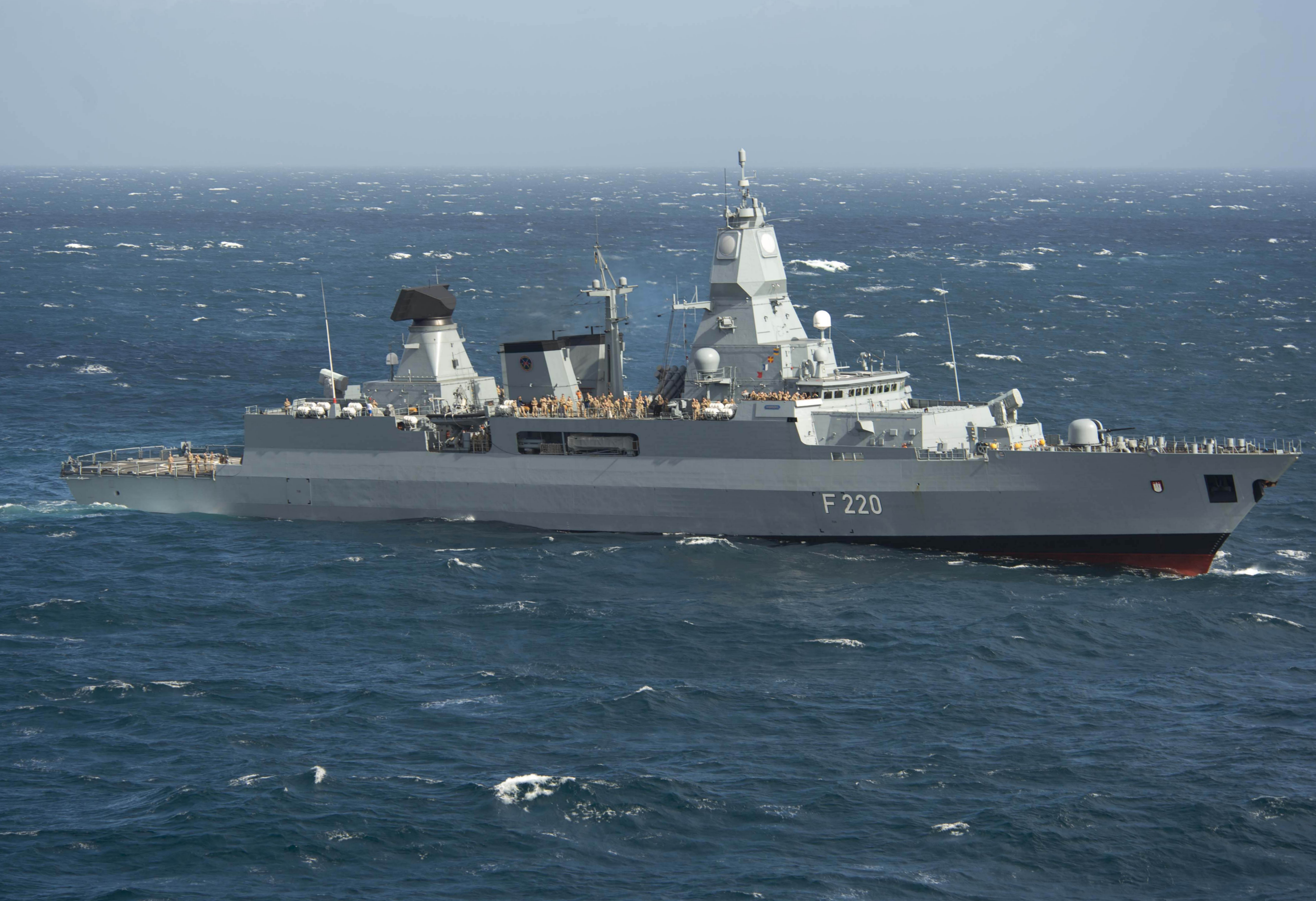
F220 Hamburg fragata d'Alemanya botada l'any 2004
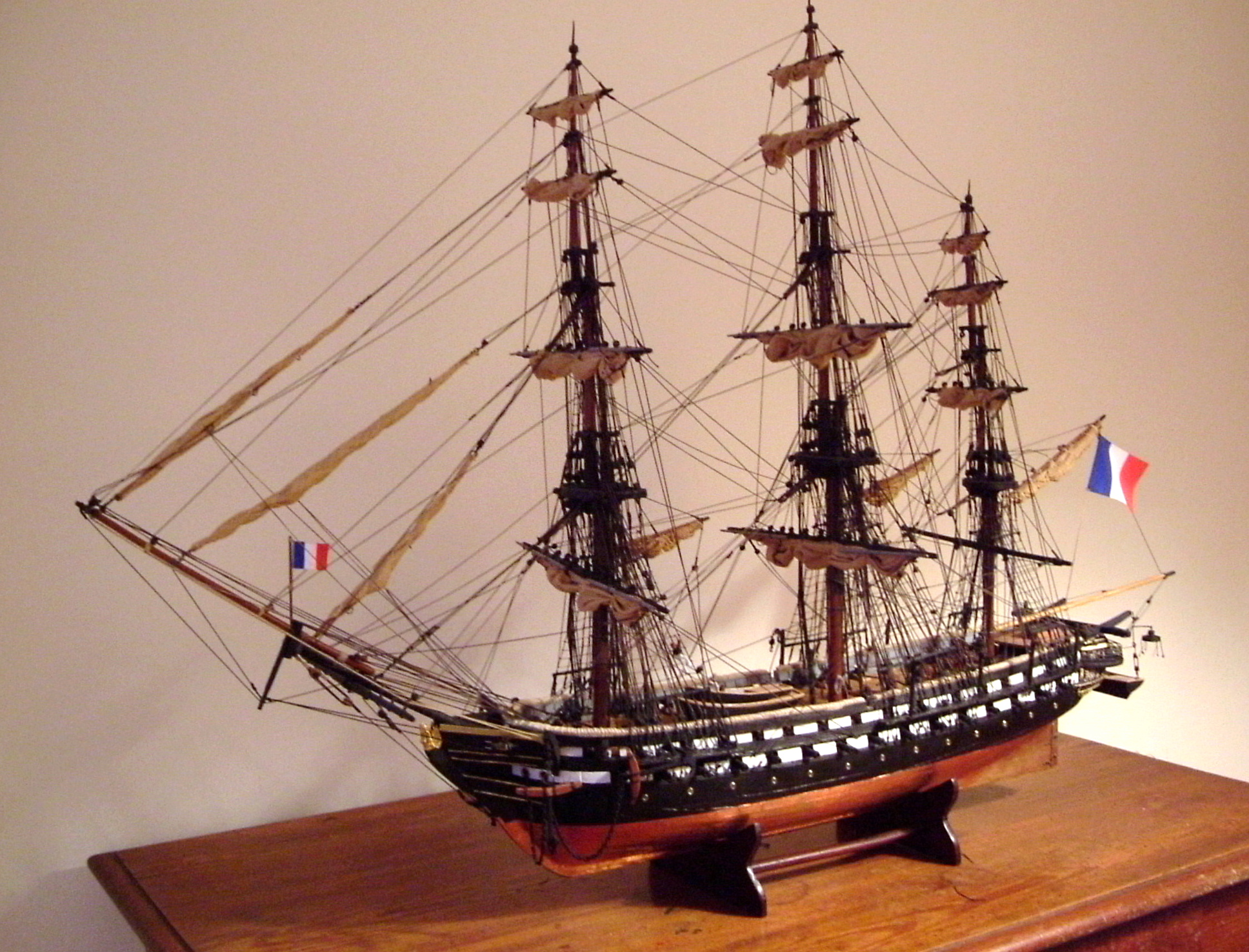
Belle Poule, fragata francesa de 60 canons de 1834